# Madeleine L'Engle
Madeleine L'Engle Camp (Nueva York, 29 de noviembre de 1918-Litchfield, Connecticut; 6 de septiembre de 2007) fue una escritora estadounidense de ficción, no ficción, poesía, fantasía y literatura juvenil. Sus obras reflejan tanto su fe cristiana como su fuerte interés por la ciencia moderna. Es más conocida por su novela de fantasía infantil, Una arruga en el tiempo, la primera de su llamado Quinteto del Viento.

## Biografía
Nació en el 29 de noviembre de 1918 en Nueva York. Sus madre, Madeleine Hall Barnett, era pianista. Su padre, Charles Wadsworth Camp, era un escritor, crítico y un corresponsal periodístico que, según su hija, había sufrido daños pulmonares del gas mostaza durante la Gran Guerra. Sin embargo, en 2004 algunos familiares negaron la historia, atribuyendo la enfermedad de Charles Wadsworth a su alcoholismo.
Madeleine escribió su primera historia con 5 años y comenzó a mantener un diario a los 8 años. Esta habilidad literaria no se tradujo a éxito académico en el colegio privado en el que estaba. Al ser una niña tímida y torpe, algunos de sus profesores llegaron a calificarla de estúpida. Sus padres no estaban de acuerdo en cómo criarla, y como resultado pasó por muchos internados e institutrices. Los Camp viajaban asiduamente, y de niña la familia se mudó a los Alpes franceses, buscando un aire más limpio para los pulmones de su padre. Madeleine fue enviada a un internado suizo. Sin embargo, en 1933 su abuela cayó enferma y regresaron a Florida (EE. UU.) para estar con ella. Allí asistió a otro internado en Carolina del sur. Su padre, Charles Wadsworth, murió en octubre de 1936. Madeleine llegó demasiado tarde desde el internado y no fue capaz de despedirse de él. 
Madeleine estudió en Smith College de 1937 hasta 1941, graduándose cum laude.

## Obras

### Novelas juveniles

#### The Austin Family
1. Meet the Austins (1960) ISBN 0-374-34929-0
2. The Moon by Night (1963) ISBN 0-374-35049-3
  1. The Twenty-four Days Before Christmas (1984) ISBN 0-87788-843-4)
3. The Young Unicorns (1968) ISBN 0-374-38778-8
4. A Ring of Endless Light (1980) ISBN 0-374-36299-8
  1. The Anti-Muffins (1980) ISBN 0-8298-0415-3
5. Troubling a Star (1994) ISBN 0-374-37783-9
  1. Dos cuentos incluidos en Miracle on 10th Street: And Other Christmas Writings (1998)
  2. A Full House: An Austin Family Christmas (1999) ISBN 0-87788-020-4)

#### El Quinteto del Viento
- Una arruga en el tiempo (A Wrinkle in Time) (1962) ISBN 0-374-38613-7
- Una grieta en el espacio (A Wind in the Door) (1973) ISBN 0-374-38443-6
  - Intergalactic P.S. 3 (1970) ISBN 0-525-63405-3
- Un planeta a la deriva (A Swiftly Tilting Planet) (1978) ISBN 0-374-37362-0
- Un Torrente de Aguas Turbulentas (Many Waters) (1986) ISBN 0-374-34796-4
- Un Momento Aceptable (An Acceptable Time) (1989) ISBN 0-374-30027-5

#### Familia O'Keefe
- (The Arm of the Starfish) (1965) ISBN 0-374-30396-7
- (Dragons in the Waters) (1976) ISBN 0-374-31868-9
- (A House Like a Lotus) (1984) ISBN 0-374-33385-8

#### Independientes
- And Both Were Young (1949), revisada y reeditada con nuevo material (1983) ISBN 0-440-90229-0
- The Journey with Jonah (1967) ISBN 0-374-33927-9
- The Joys of Love (2008) ISBN 0-374-33870-1[4]

### Novelas

#### SerieKatherine Forrester Vigneras
1. The Small Rain (1945) ISBN 0-374-26637-9
  - Prelude (1968), sin ISBN, una adaptación de la primera mitad de The Small Rain
2. A Severed Wasp (1982) ISBN 0-374-26131-8

#### SerieCamilla Dickinson
1. Camilla Dickinson (1951), reeditado en forma ligeramente diferente como Camilla (1965), novela juvenil ISBN 0-440-01020-9
2. A Live Coal in the Sea (1996) ISBN 0-374-18989-7

#### Independientes
- Ilsa (1946) ISBN 9-781504-049443
- A Winter's Love (1957), ISBN 0-345-30644-9
- The Love Letters (1966), revisado y reeditado como Love Letters (2000) ISBN 0-87788-528-1
- The Other Side of the Sun (1971) ISBN 0-87788-615-6
- Certain Women (1992) ISBN 0-374-12025-0

Nota: algunos ISBN son de ediciones de bolsillo posteriores, ya que no existía tal numeración cuando los primeros títulos de L'Engle se publicaron en tapa dura.

### Libros infantiles
- Dance in the Desert (1969) ISBN 0-374-41684-2
- The Glorious Impossible (1990) ISBN 0-671-68690-9 ISBN 978-0-671-68690-1
- Moses, Prince of Egypt (1999) ISBN 0-52546-051-9
- The Other Dog (2001) ISBN 1-58717-040-X

### Cuentos
- The Sphinx at Dawn: Two Stories (1982), colección de 2 cuentos:
"Pakko's Camel", "The Sphinx at Dawn"
- 101st Miracle: Early Short Stories by Madeleine L'Engle (1999), colección de 12 cuentos: ISBN 1-88091-343-7
"Poor Little Saturday", "Six Good People", y más
- The Moment of Tenderness (Publicación esperada: 2020), colección de 18 cuentos

### Poemas
- The Weather of the Heart: Selected Poems (1978)
- Wintersong: Christmas Readings (1996, con Luci Shaw) ISBN 1-57383-332-0
- Mothers And Daughters (1997) ISBN 1-89683-605-4
- The Ordering of Love: The New and Collected Poems of Madeleine L'Engle (2005), colección de casi 200 poemas, incluidos 18 no publicados anteriormente: ISBN 0-87788-086-7
"Lines Scribbled on an Envelope", "The Weather of the Heart", "A Cry Like a Bell", y más

### Obras de teatro
- 18 Washington Square South: A Comedy In One Act (1944)

### No ficción
Autobiografías y memorias
Serie Crosswicks Journals:
1. A Circle of Quiet (1972) ISBN 0-374-12374-8
2. The Summer of the Great-grandmother (1974) ISBN 0-374-27174-7
3. The Irrational Season (1977) ISBN 0-374-17733-3
4. Two-Part Invention: The Story of a Marriage (1988) ISBN 0-374-28020-7

Independientes:
- From This Day Forward (1989)
- Glimpses of Grace: Daily Thoughts and Reflections (1996, con Carole F Chase) ISBN 0-06065-281-0
- Friends for the Journey (1997, con Luci Shaw) ISBN 0-89283-986-4
- My Own Small Place: Developing the Writing Life (1998) ISBN 0-87788-571-0
- L'Engle, Madeleine (2001).  Carole F Chase, ed. Madeleine L'Engle Herself: Reflections on a Writing Life. ISBN 0-87788-157-X.

Escritura
- Dare To Be Creative!: A Lecture Presented At The Library Of Congress, November 16, 1983 (1984) ISBN 0-84440-456-X
- Do I Dare Disturb the Universe?: The Celebrated Speech (2012)

Religión
Genesis Trilogy:
1. And It Was Good: Reflections on Beginnings (1983) ISBN 0-87788-046-8
2. A Stone for a Pillow (1986) ISBN 0-87788-789-6
3. Sold into Egypt (1989) ISBN 0-87788-766-7

Independientes:
- Everyday Prayers (1974) ISBN 0-81921-154-0
- Prayers for Sunday (1975) ISBN 0-81921-153-2
- Spirit And Light: Essays In Historical Theology (1976) ISBN 0-81640-310-4
- Ladder of Angels: Stories from the Bible Illustrated by Children of the World (1979) ISBN 0-06255-619-3
- Walking on Water: Reflections on Faith and Art (1980) ISBN 0-87788-918-X
- Trailing Clouds of Glory: Spiritual Values in Children's Literature (1985) ISBN 0-66432-721-4
- The Rock that is Higher: Story as Truth (1993)
- Anytime Prayers (1994) ISBN 0-87788-055-7
- Penguins and Golden Calves: Icons and Idols in Antarctica and Other Spiritual Places (1996) ISBN 0-87788-631-8
- Bright Evening Star: Mystery of the Incarnation (1997) ISBN 0-87788-079-4
- Miracle on 10th Street: And Other Christmas Writings (1998) ISBN 0-87788-531-1
Incluye dos cuentos de la serie Austin Family Chronicles.
- A Prayerbook for Spiritual Friends (1999, con Luci Shaw) ISBN 0-80663-892-3
- Mothers and Sons (2000) ISBN 0-87788-567-2

## Adaptaciones
- A Ring of Endless Light (2002), telefilme dirigido por Greg Beeman, basado en la novela juvenil A Ring of Endless Light
- Una grieta en el tiempo (2003), telefilme dirigido por John Kent Harrison, basado en la novela juvenil Una arruga en el tiempo
- Camilla Dickinson (2012), película dirigida por Cornelia Duryée, basada en la novela juvenil Camilla Dickinson
- A Wrinkle in Time (2018), película dirigida por Ava DuVernay, basada en la novela juvenil Una arruga en el tiempo

## Premios
- Newbery medal (1963);
- Hans Christian Andersen Award (finalista 1964);
- Sequoyah Award (1965);
- Lewis Carrillo Shelf Award (1965);
- Premio Nacional del Libro (1980), en la categoría de literatura infantil;
- National Humanities Medal (2004).